# Menaulion
El menaulion o menavlion (En griego: μεναύλιον), también menaulon o menavlon (μέναυλον) era una Lanza pesada de 2,7 a 3,6 metros de longitud con un asta gruesa, utilizada por la infantería bizantina ya en el siglo X d. C., contra la caballería pesada enemiga. Para darle más fuerza, se utilizaban preferentemente árboles enteros de roble o cornejo. A estos se les colocaba una hoja larga de unos 45-50 cm.
Su uso está atestiguado por el emperador Nicéforo II en su tratado Praecepta Militaria, y por Nicéforo Urano y León VI el Sabio en su Taktika. También se describe en el tratado del siglo X conocido como Sylloge Tacticorum. Los hombres que llevaban la menaulia (menaulatoi, en singular menaulatos) se desplegaban detrás de la línea de batalla y sólo se les ordenaba avanzar al frente antes de la carga de la caballería enemiga. Al parecer, se colocaban en una delgada línea directamente delante de la primera fila de la línea de batalla, aunque el Sylloge Tacticorum hace que los menaulatoi formen mucho antes, una táctica que Nicéforo II condenaba enérgicamente. Otra propuesta de despliegue era oblicuamente en los flancos de una formación de infantería amiga, junto con los jabalineros, en un intento de atacar directamente los flancos del enemigo que avanzaba. También se desplegaban en los intervalos entre las formaciones de infantería pesada de la línea bizantina junto con la infantería ligera para protegerse de los intentos de explotación del enemigo. Dentro del campamento, se posicionaban en las salidas.
En su obra De Ceremoniis, Constantino VII Porfirogéneta ordena que se produzcan grandes cantidades de menaulia.
Se ha propuesto que el vinavlon mencionado en el siglo VI d. C. por Juan Malalas en el sexto libro de su Chronographia es una forma arcaica del mismo arma, aunque en el texto de Malalas lo llevan los soldados de caballería.